# Кеч (Рейн)
Кеч (нем. Ketsch) — община в Германии, в земле Баден-Вюртемберг.
Подчиняется административному округу Карлсруэ. Входит в состав района Рейн-Неккар. Население составляет 12 782 человека (на 31 декабря 2010 года). Занимает площадь 16,52 км².